# Andropogon barretoi
Andropogon barretoi är en gräsart som beskrevs av Norrmann och Quarín. Andropogon barretoi ingår i släktet Andropogon och familjen gräs. Inga underarter finns listade i Catalogue of Life.